# Liste der Bodendenkmäler in Rügland
Auf dieser Seite sind die Bodendenkmäler in der mittelfränkischen Gemeinde Rügland zusammengestellt. Diese Tabelle ist eine Teilliste der Liste der Bodendenkmäler in Bayern. Grundlage ist die Bayerische Denkmalliste, die auf Basis des Bayerischen Denkmalschutzgesetzes vom 1. Oktober 1973 erstmals erstellt wurde und seither durch das Bayerische Landesamt für Denkmalpflege geführt wird. Die folgenden Angaben ersetzen nicht die rechtsverbindliche Auskunft der Denkmalschutzbehörde.

## Bodendenkmäler der Gemeinde Rügland

### Bodendenkmäler in der Gemarkung Rügland
| Lage               | Objekt | Akten-Nr.     | Bild |
| ------------------ | --- | ------------- | ---- |
| Rügland (Standort) | Siedlung der Steinzeiten.                                                                                         | D-5-6529-0121 |      |
| Rügland (Standort) | Freilandstation des Mesolithikums.                                                                                | D-5-6529-0122 |      |
| Rügland (Standort) | Mittelalterliche und frühneuzeitliche Befunde im Bereich des Schlosses.                                           | D-5-6529-0123 |      |
| Rügland (Standort) | Mittelalterliche Burgruine.                                                                                       | D-5-6529-0124 |      |
| Rügland (Standort) | Mittelalterliche und frühneuzeitliche Befunde im Bereich der Evangelisch-Lutherischen Pfarrkirche St. Margaretha. | D-5-6529-0157 |      |
| Rügland (Standort) | Siedlung der Steinzeiten.                                                                                         | D-5-6629-0085 |      |
| Rügland (Standort) | Siedlung der Steinzeiten.                                                                                         | D-5-6629-0115 |      |

### Bodendenkmäler in der Gemarkung Unternbibert
| Lage                    | Objekt | Akten-Nr.     | Bild |
| ----------------------- | --- | ------------- | ---- |
| Unternbibert (Standort) | Siedlung der Steinzeiten. | D-5-6529-0099 |      |
| Unternbibert (Standort) | Grabhügel vorgeschichtlicher Zeitstellung. | D-5-6529-0120 |      |
| Unternbibert (Standort) | Mittelalterliche und frühneuzeitliche Befunde im Bereich der Evangelisch-Lutherischen Pfarrkirche St. Bartholomäus, Friedhof des Mittelalters und der frühen Neuzeit. | D-5-6529-0160 |      |
| Unternbibert (Standort) | Mittelalterlicher Burgstall. | D-5-6529-0167 |      |